# Акимова, Клавдия Ивановна
Клавдия Ивановна Акимова (1928—2003) — советский льновод, Герой Социалистического Труда (1966).

## Биография
Клавдия Акимова родилась 2 октября 1928 года в деревне Снегирёвка (ныне — Шумячский район Смоленской области). В 1946 году она окончила семилетнюю школу, после чего работала в колхозе.
В 1960—1975 годах Акимова руководила льноводным звеном колхоза, в 1970—1980 годах — членом механизированного льноводного звена колхоза «40 лет Октября», а позднее — бригадиром комплексной бригады. Она добилась высоких показателей урожайности волокна и семян льна благодаря применении передовых технологий и последних достижений сельскохозяйственной науки.
Указом Президиума Верховного Совета СССР от 30 апреля 1966 года Клавдия Ивановна Акимова была удостоена высокого звания Героя Социалистического Труда с вручением ордена Ленина и медали «Серп и Молот».
Активно занималась общественной деятельностью, избиралась депутатом Верховного Совета СССР 6-го созыва, делегатом Всероссийского съезда колхозников 1969 года, членом областного и районного советов колхозов, членом Шумячского райкома КПСС и исполнительного комитета Шумячского районного Совета народных депутатов. В её честь был назван приз, который в советское время вручался лучшим льноводам Шумячского района. Скончалась 10 апреля 2003 года, похоронена в родной деревне.
Была также награждена орденом Октябрьской Революции, Грамотой Верховного Совета РСФСР, золотой, серебряной (05.08.1974) и бронзовой (09.07.1973) медалями ВДНХ СССР и рядом трудовых медалей.